# Kuźnica Czarnkowska
Kuźnica Czarnkowska (prononciation : [kuʑˈnit͡sa t͡ʂarnˈkɔfska]) est un  village polonais de la gmina de Czarnków dans le powiat de Czarnków-Trzcianka de la voïvodie de Grande-Pologne dans le centre-ouest de la Pologne.
Il se situe à environ 5 kilomètres au nord-ouest de Czarnków (siège de la gmina et du powiat), et à 66 kilomètres au nord-ouest de Poznań (capitale de la Grande-Pologne).

## Histoire
De 1975 à 1998, le village faisait partie du territoire de la voïvodie de Piła.

Depuis 1999, Kuźnica Czarnkowska est situé dans la voïvodie de Grande-Pologne.
De 1945 à 1954, le village était le siège de la gmina de Kuźnica Czarnkowska.